# Garlic Is As Good As Ten Mothers
Garlic is as Good as Ten Mothers is een Amerikaanse documentaire uit 1980 over knoflook. De film werd grotendeels opgenomen in het plaatsje Gilroy (Californië) gedurende het Gilroy Garlic Festival. Hij werd geregisseerd door Les Blank en ging in 1980 in première op het Internationaal filmfestival van Berlijn. De documentaire werd in 2004 in het National Film Registry opgenomen.
De titel komt van het Amerikaanse gezegde Garlic is as Good as Ten Mothers for keeping the Girls away (Knoflook werkt even goed als tien moeders om de vrouwen weg te houden).
De regisseur stelde voor om bij iedere voorstelling achter in de bioscoop een oven met daarin knoflookteentjes te plaatsen zodat gedurende de voorstelling de geur van knoflook door het theater heen ging.